# Diocèse de Lincoln
Le diocèse de Lincoln (en anglais : diocese of Lincoln) est un diocèse anglican de la Province de Cantorbéry. Son siège est la cathédrale de Lincoln.
C'est l'un des plus anciens diocèses d'Angleterre, fondé en 678. Il se divise en 23 archidiaconés.

## Histoire
Le siège originel du diocèse était à Leicester. Au IXe siècle il fut transféré à Dorchester-on-Thames, et en 1072, à Lincoln.
Pour beaucoup de son histoire, le diocèse était un des plus grands en Angleterre, étendant de la Tamise au Humber. Après la réforme protestante au XVIe siècle, et la création des diocèses de Oxford et de Peterborough, le diocèse de Lincoln fut divisé en deux parties. En 1837, le diocèse fut réduit en taille et aujourd'hui son territoire coïncide avec le comté de Lincolnshire.